# 令和6年9月能登半島豪雨
令和6年9月能登半島豪雨（れいわ6ねん9がつのとはんとうごうう）とは、2024年（令和6年）9月21日から23日にかけて石川県能登半島で発生した豪雨災害である。「能登豪雨」「奥能登豪雨」などとも呼ばれる。
台風14号から変わった温帯低気圧、および活発な秋雨前線や線状降水帯などの影響で、石川県の奥能登地方（能登半島北部）を中心に記録的な豪雨となった。気象庁は同日午前10時50分、石川県の輪島市、珠洲市、能登町に大雨特別警報を発表した。

## 被害

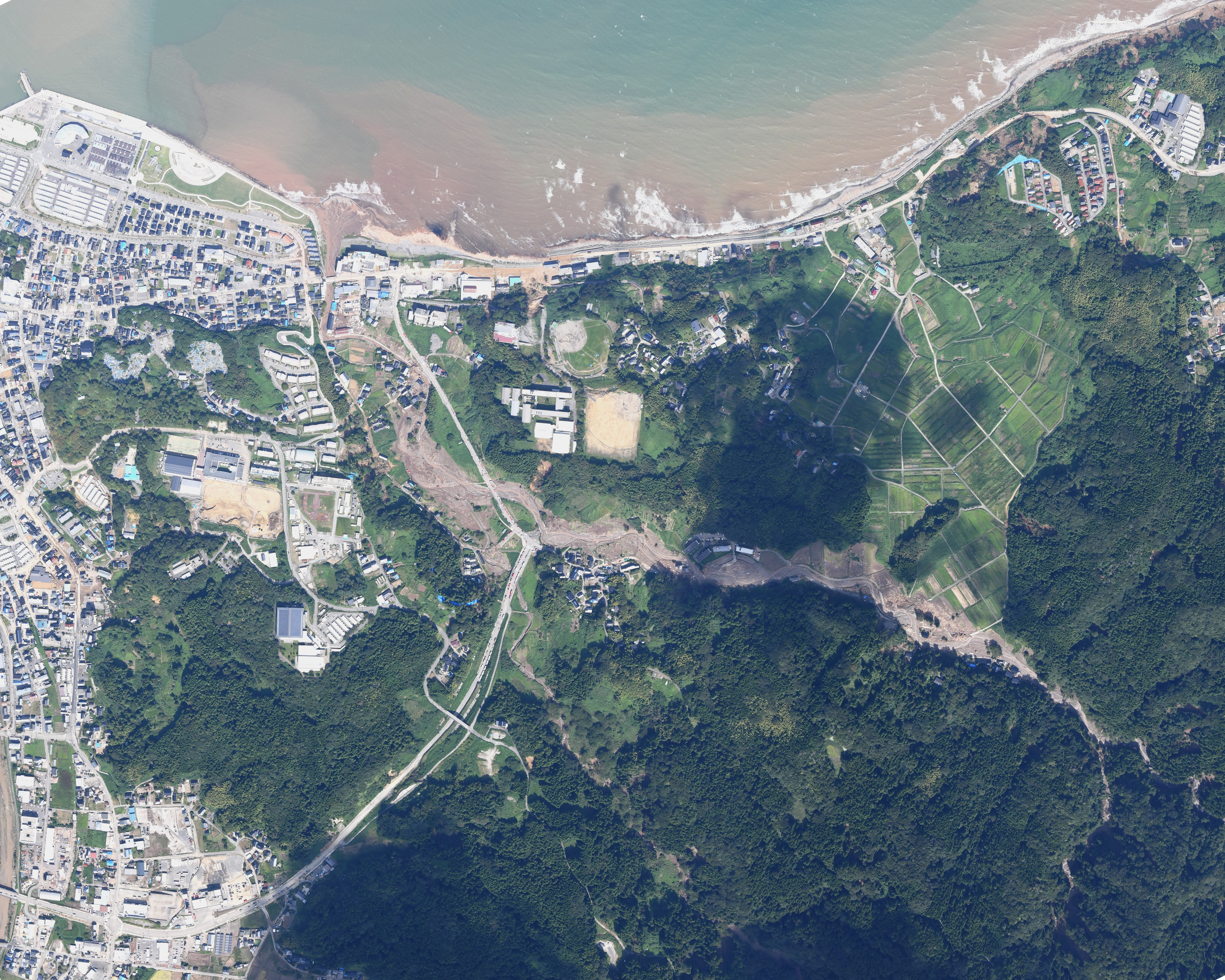
輪島市の塚田川両岸の被害状況空中写真。
画像右下部から左上方の河口まで大きな被害が発生している。2024年9月24日午前11時1分(JST)撮影の4枚を合成作成。。

奥能登地域を中心に河川の氾濫、土砂災害が多発し、16人が死亡した。
元日に発生した能登半島地震の復旧工事においても土砂崩れや仮設材の流出・破損などが生じ、国道249号中屋トンネルの復旧工事に従事していた作業員1人が死亡するなどした。また、地震によって建てられた仮設住宅が床上浸水する被害も発生した。
防災科学技術研究所の調査によると、この豪雨により土砂流出が発生した箇所は約1900箇所に及び、能登半島地震の約2200箇所に迫る規模であった。

### 各市町村の被害状況
| 市町村 | 人的被害 | 人的被害 | 人的被害 | 人的被害 | 住家被害 | 住家被害 | 住家被害 | 住家被害 | 住家被害 | 住家被害 |
| 市町村 | 死者     | 負傷者   | 負傷者   | 合計     | 全壊     | 半壊     | 一部破損 | 床上浸水 | 床下浸水 | 合計     |
| 市町村 | 死者     | 重傷     | 軽傷     | 合計     | 全壊     | 半壊     | 一部破損 | 床上浸水 | 床下浸水 | 合計     |
| 市町村 | 人       | 人       | 人       | 人       | 棟       | 棟       | 棟       | 棟       | 棟       | 棟       |
| ------ | -------- | -------- | -------- | -------- | -------- | -------- | -------- | -------- | -------- | -------- |
| 七尾市 |          |          |          |          |          |          |          |          | 3        | 3        |
| 輪島市 | 11       | 1        | 34       | 45       | 31       | 303      | 14       | 214      | 572      | 1,134    |
| 珠洲市 | 3        |          | 9        | 12       | 9        | 51       | 1        | 8        | 115      | 184      |
| 内灘町 |          |          |          |          |          |          |          |          | 1        | 1        |
| 能登町 | 2        | 1        | 2        | 5        | 1        |          |          | 13       | 231      | 245      |
| 合計   | 16       | 2        | 45       | 62       | 41       | 354      | 15       | 235      | 922      | 1,567    |

## 政府・自治体の対応
- 9月21日、政府は内閣総理大臣官邸の危機管理センターに官邸対策室を設置した[9]。
- 石川県知事の馳浩は、能登地方の5市町で大雨による被害が発生しているとして、災害救助法の適用を決めたと発表した[10]。また、同月25日には政府に激甚災害の指定を要望した[11]。
- 10月5日、内閣総理大臣の石破茂は被災地を視察した[12]。
- 10月11日 - 日本政府が閣議で、学校や図書館といった教育施設の復旧事業を激甚災害指定に伴う補助の対象に加えることを決定[13][14]。